# Kelgena turcica
Kelgena turcica är en nattsländeart som först beskrevs av Cakin 1983.  Kelgena turcica ingår i släktet Kelgena och familjen husmasknattsländor. Inga underarter finns listade i Catalogue of Life.